# صموئيل واشنطن
صموئيل واشنطن (بالإنجليزية: Samuel Washington)‏ هو ضابط وسياسي أمريكي ولد عام 1734 وتوفي عام 1781، شارك في حرب الاستقلال الأمريكية وهو شقيق الرئيس الأمريكي الأول وقائد الثورة جورج واشنطن.